# スルジャン・バビッチ
スルジャン・バビッチ（セルビア語: Срђан Бабић, Srđan Babić、1996年4月22日 - ）は、セルビアのサッカー選手。ポジションはディフェンダー。

## 経歴

### クラブ
地元クラブのFKボラツ・バニャ・ルカでプレーを始め、2011年8月にFKヴォイヴォディナ・ノヴィ・サドの下部組織に入団。2014年3月、プロデビューを果たした。2013–14シーズンはリーグ戦で8試合のみの出場ながら、年間ベストイレブンに選ばれた。セルビア・カップ決勝ではFKヤゴディナ相手にチーム2点目を決め、優勝に貢献した。
2015年7月8日、レアル・ソシエダBに移籍。
2017年7月7日、レッドスター・ベオグラードにレンタル移籍。2017–18シーズン中頃、レッドスターが80万ユーロを支払い完全移籍で獲得。
2022年6月5日、2021-22シーズンのレンタル移籍を経てUDアルメリアへの完全移籍が決まり、4年契約を交わした。

### 代表
ユース年代からセルビア代表に選ばれている。2015年にはFIFA U-20ワールドカップに参加し優勝を果たした。
2022年11月、2022 FIFAワールドカップのメンバーに選出された。グループステージのカメルーン代表戦でミロシュ・ヴェリコヴィッチとの交代で投入され、A代表初出場。

## 代表歴

### 出場大会
- セルビア代表
  - 2022 FIFAワールドカップ

### 試合数
- 国際Aマッチ 7試合 1得点（2022年-）[9]

| セルビア代表 | 国際Aマッチ | 国際Aマッチ |
| 年           | 出場        | 得点        |
| ------------ | ----------- | ----------- |
| 2022         | 3           | 0           |
| 2023         | 4           | 1           |
| 2024         |             |             |
| 通算         | 7           | 1           |

## タイトル
ヴォイヴォディナ
- セルビア・カップ: 2013–14

レッドスター・ベオグラード
- スーペルリーガ: 2017–18, 2018-19, 2019-20

アルメリア
- セグンダ・ディビシオン: 2021-22

セルビア代表
- FIFA U-20ワールドカップ: 2015

個人
- セルビア・スーペルリーガ年間ベストイレブン: 2013–14